# Dorense Futsal Feminino
O Dorense Futsal Feminino é uma agremiação brasileira dedicada exclusivamente ao futsal com sede na cidade de Nossa Senhora das Dores, no estado de Sergipe. É conhecido regionalmente como Dorense Futsal em homenagem ao clube de futebol da cidade de mesmo nome. Foi fundado em 26 de Setembro de 2016 e suas cores são o branco e o vermelho.

## História

### Fundação
Fundado em 26 de setembro de 2016, para homenagear o Dorense Futebol Clube principal clube de futebol da cidade, é atualmente, o segundo clube dorense em atividade profissional a praticar o futsal feminino. O Dorense FF nasceu da iniciativa pioneira de torcedoras do clube de futebol de mesmo nome e inicialmente jogava apenas treinos por robbin, até então a cidade só possuía apenas um clube feminino chamado de Garra FC.
O clube começou a ter uma ampla repercussão na cidade quando conquistou o bicampeonato do Intermunicipal de Macambira e ficando em terceiro lugar no Intermunicipal de Carira.

## Departamentos

### Presidentes
| Ano(s) | Presidente |
| 2016   | Acaccia    |

## Títulos

### Futsal
| Estadual | Estadual             | Estadual | Estadual     |
|          | Competição           | Títulos  | Temporadas   |
| -------- | -------------------- | -------- | ------------ |
|          | Torneio de Macambira | 2        | (2017, 2018) |

## Estatísticas

### Participações
|  | Participações em 2018 |

| Competição | Competição           | Temporadas | Melhor campanha        | Estreia | Última |
| Sergipe    | Torneio de Macambira | 2          | Campeão em 2017 e 2018 | 2017    | 2018   |

## Escudo
Ao longo do tempo, o escudo do Dorense FF não sofreu muitas mudanças, a não ser pela quantidade de estrelas, pelo fato do aumento do número de títulos estaduais conquistados. O escudo contém:
- O seu acrônimo: DFF
- Duas estrela na cor dourada: simbolizando o bicampeonato do Intermunicipal de Macambira em 2017 e 2018

De 2016 a 2018 o clube utilizava o logo oficial do clube de futebol (Dorense), mas no mesmo ano de 2018 troca o C do DFC, para F passando a ser DFF.
|      |  |  |  |  |  |
| 2016 |  |  |  |  |  |

## Mascote
O mascote do Dorense FF é a Maria Bonita, pela história em que Lampião e sua esposa que tiveram passagem no município.